# Rälla
Rälla est une localité de Suède dans la commune de Borgholm située dans le comté de Kalmar.

## Démographie
Sa population était de 412 habitants en 2020.